# El 18è de Brumari de Louis Napoleon
El 18è de Brumari de Louis Napoleon (alemany: Der 18te Brumaire des Louis Napoleon) és un assaig escrit per Karl Marx entre desembre de 1851 i març de 1852, i es va publicar primer l'any 1852 en Die Revolution, una revista mensual en alemany que es publicava a Nova York fundada per Joseph Weydemeyer. En edicions posteriors en anglès es va titular The Eighteenth Brumaire of Louis Bonaparte.
Aquest assaig tracta del cop d'estat francès de 1851 pel qual Louis-Napoléon Bonaparte assumí poders dictatorials. Mostra Marx en la seva faceta d'historiador social i polític, tractant esdeveniments històrics de l'actualitat des del punt de vista del materialisme històric. El 18è de Brumari és una de les fonts principals per entendre la teoria de Marx del capitalisme d'estat.
El títol es refereix al cop de 18 de Brumari, en el qual l'oncle de Louis Bonaparte, Napoleó Bonaparte, va prendre el poder en la França de la Revolució francesa (9 de novembre de 1799, o 18 de Brumari de l'any VIII en el calendari revolucionari francès).
En el prefaci de la segona edició, Marx explica que la intenció d'aquest llibre era "demostrar com la lluita de classes a França va crear circumstàncies i relacions que van fer possible que una mediocritat grotesca jugués el rol d'un heroi."
Aquest llibre és la font d'una de les frases més citades de Marx que és que la història es repeteix, "de primer com una tragèdia i després com una farsa", referint-se respectivament a Napoleó I i després al seu nebot Lluís Napoleó (Napoleó III).